# Историја Камеруна
На раскршћу западне Африке и централне Африке, на територији данашњег Камеруна, људи су живели још у средњем палеолиту, вероватно најкасније пре 130.000 година. Најранији откривени археолошки докази  датирају пре око 30.000 година у Шум Лаки. Из горја Баменда у западном Камеруну у близини границе са Нигеријом највероватније воде порекло народи Банту, чији су језик и култура доминирали већином централне и јужне Африке између 1000. п. н. е. и 1000. године н. е.
Европски трговци стигли су у 15. веку и Камерун је био егзоним који су Португалци дали реци Вури, коју су назвали Rio dos Camarões — „река шкампа“, мислећи на тада обилне камерунске шкампе духове (Lepidophthalmus turneranus). Камерун је био извор робова за трговину робљем. Док је северни део Камеруна био подложан утицају исламских краљевстава у базену Чада и Сахела, јужним су углавном владали мали краљеви и поглавице.
Камерун је као политички ентитет настао колонизацијом Африке од стране Европљана. Од 1884. године, Камерун је био немачка колонија, Немачки Камерун, са границама исцртаним преговорима између Немаца, Британаца и Француза. После Првог светског рата, Лига народа је дала мандат Француској да управља већином територије, док је Уједињено Краљевство управљало малим делом на западу. После Другог светског рата, наследник Лиге народа, Уједињене нације, успоставиле су систем старатељства, остављајући Француској и Британији контролу над својим регионима, француским Камеруном и британским Камеруном. 1960. године, Камерун је постао независан, а део британског Камеруна гласао је за придруживање бившем француском Камеруну. Камерун је од стицања независности имао само два председника, и до легализације опозиционих странака 1990. године, само је једна странка владала. Камерун је одржавао блиске односе са Француском и у великој мери се повезао са западним политичким и економским интересима током Хладног рата и 21. века. Ова доследност донела је Камеруну репутацију једне од најстабилнијих земаља у региону. Године 2017, тензије између англофоних Камеруна на бившој британској територији и владе којом доминирају франкофони довеле су до грађанског рата познатог као англофонска криза на западу земље, док исламистички побуњеници Боко харам настављају да врше војне и терористичке нападе на северу земље.

## Претколонијална историја

### Праисторија
Археолошка истраживања су била релативно оскудна у Камеруну због недостатка ресурса и транспортне инфраструктуре. Историјски гледано, топла, влажна клима у многим деловима земље сматрана је негостољубивом за очување остатака, али недавна открића и увођење нових техника довели су у питање ту претпоставку. Докази са ископавања у Шум Лаки у северозападном региону која показују да људска насељавања датирају од пре 30.000 година  док је у густим шумама на југу најстарији доказ о насељавању стар око 7.000 година. Недавна истраживања у јужном Камеруну указују на то да је гвоздено доба можда почело тамо већ 1000. године п. н. е. и да је сигурно било добро утврђено најкасније до 100. године п. н. е.
Лингвистичка анализа, подржана археолошким и генетским истраживањима, показала је да је експанзија Бантуа, серија миграција које су шириле Банту културу широм подсахарске Африке, највероватније настала у висоравнима на граници Нигерије и Камеруна око 1000. године п. н. е. Банту језици су се ширили са овим људима заједно са пољопривредним методама и вероватно гвозденим алатима, прво на исток, а затим на југ, формирајући једну од највећих језичких породица у Африци. У Камеруну, Банту народ је у великој мери раселио централноафричке Пигмеје као што су Бака, који су били ловци-сакупљачи и који сада преживљавају у много мањем броју на југоистоку у великим шумама. Упркос томе што је Камерун био првобитна домовина народа Банту, велика средњовековна краљевства која говоре банту настала су на другим местима, као што су садашња Кенија, Конго, Ангола и Јужна Африка (регион).

### Северни Камерун
Најранија позната цивилизација која је оставила јасне трагове свог присуства на територији савременог Камеруна позната је као Сао цивилизација.  Познати по својим сложеним уметничким делима од теракоте и округлим насељима ограђеним зидовима у базену језера Чад, али мало тога се још са сигурношћу зна због недостатка историјских записа. Култура је вероватно настала још у четвртом веку п. н. е, али је свакако до краја првог миленијума п. н. е. њихово присуство било добро утврђено око језера Чад и близу реке Шари.  Градови-државе Сао достигли су свој врхунац негде између 9. и 15. века н.е. Сао су расељени или асимиловани до 16. века.
Након муслиманског освајања северне Африке 709. године, утицај ислама је почео да се шири на југ са растом транссахарске трговине, укључујући и садашњи северни Камерун. Царство Канем-Борну, настало у данашњем Чаду, вероватно је дошло у сукоб са Сао цивилизацијом. Царство Канем је настало у Чаду у 8. веку и постепено је проширило свој утицај на север у Либију и на југ у Нигерију и Камерун. Робови из рација на југу били су њихово главно трговачко добро уз ископану со. Царство је било муслиманско најмање од 11. века и достигло је свој први врхунац у 13. веку, контролишући већину онога што је сада Чад и мањи региони у околним земљама. Након периода унутрашње нестабилности, центар моћи се померио у Борну са престоницом у Нгазаргамуу, у садашњој северозападној Нигерији, а територија је постепено поново освојена, а освојена је и нова територија у данашњем Нигеру. Царство је почело да опада у 17. веку иако је наставило да контролише већи део северног Камеруна.
Од 1804-1808. током Фулани рата Сокотски калифат је преузео контролу над регионом, као и већим делом северне Нигерије и великим деловима Нигера и Малија. Као феудално царство са локалним владарима који су се заклињали на верност и одавали почаст калифу, северни Камерун је вероватно био део Емирата Адамава у оквиру Калифата. Ова структура се показала подложном експлоатацији од стране колонијалних сила почевши од 1870-их, које су настојале да поткопају везе локалних владара са калифатом.

### Јужни региони
Муслиманска царства Сахаре и Сахела никада нису сезала јужније од висоравни Камерунске линије. Још јужније, постоји мало археолошких доказа о великим царствима или краљевствима и нема историјских записа. Када су Португалци стигли у регион у 16. веку, велики број краљева и поглавица владао је малим територијама. Многе етничке групе, посебно говорници Грасфилдских језика на западу, имају усмене историје мигрирања на југ бежећи од муслиманских освајача, што се вероватно односи на Фулани рат и касније сукобе у Нигерији и северном Камеруну.
Маларија је спречила значајно европско насељавање или истраживање све до касних 1870-их, када су постале доступне велике залихе кинина који сузбија маларију. Рано европско присуство у Камеруну било је првенствено посвећено обалској трговини и стицању робова. Обала Камеруна била је главно средиште за куповину робова који су одвођени преко Атлантика у Бразил, Сједињене Државе и Карибе. 1807. Британци су укинули ропство у Царству и започели војне напоре да сузбију трговину робљем, посебно у западној Африци. У комбинацији са престанком легалног увоза робља у Сједињене Државе исте године, међународна трговина робљем у Камеруну је нагло опала. Хришћански мисионари су успоставили присуство крајем 19. века. Отприлике у то време, Аро конфедерација је ширила свој економски и политички утицај из југоисточне Нигерије у западни Камерун. Међутим, долазак британских и немачких колонизатора прекинуо је његов раст и утицај.

## Колонијални период

### Освајање Африке и Немачки Камерун (1884-1918)
Освајање Африке које је почело касних 1870-их, довело је првенствено до настојања европских сила да успоставе формалну контролу над деловима Африке који још нису колонизовани. Обала Камеруна била је од интереса и за Британце, који су већ били успостављени у садашњој Нигерији и са мисионарским испоставама у неколико градова, и за Немце који су имали широке трговачке везе и плантаже основане у региону Дуала. Дана 5. јула 1884. немачки истраживач и администратор Густав Нахтигал почео је да потписује споразуме са вођама Дуале о успостављању немачког протектората у региону. Уследио је кратак сукоб са супарничким поглавицама Дуала у коме су Немачка и њени савезници победили, остављајући Британцима мало избора осим да признају немачко право на регион. Немачка је успоставила администрацију за колонију са главним градом прво у Буеи, а касније у Јаундеу и наставила да истражује унутрашњост и кооптира или потчињава локалне владаре. Највећи сукоби су били Бафут ратови и Адамава ратови који су завршени до 1907. немачким победама.
Немачка је била посебно заинтересована за пољопривредни потенцијал Камеруна и поверила је великим фирмама задатак да га експлоатишу и извозе. Велике немачке трговачке компаније су се масовно успоставиле у колонији. Допуштајући великим компанијама да намећу свој ред, администрација их је једноставно подржавала, штитила и покушавала да елиминише побуне урођеника.
Царска немачка влада је направила значајна улагања у инфраструктуру Камеруна, укључујући велике железнице, као што је 160-метарски железнички мост на јужном краку реке Санаге. Међутим, показало се да аутохтони народи нерадо раде на овим пројектима, па су Немци покренули оштар и непопуларан систем принудног рада. Јеско фон Путкамер је разрешен дужности гувернера колоније због својих непријатних поступака према домородачким Камерунцима. Године 1911. Уговором у Фесу након Агадирске кризе, Француска је уступила скоро 300.000 км² дела територије Француске Екваторијалне Африке Камеруну који је постао Нојкамерун (Нови Камерун), док је Немачка уступила Француској мањи простор на северу у данашњем Чаду.
Убрзо након избијања Првог светског рата 1914, Британци су напали Камерун из Нигерије, а Французи из Француске Екваторијалне Африке. Последње немачко утврђење у земљи се предало у фебруару 1916. Након савезничке победе, територија је подељена између Уједињеног Краљевства и Француске, што је формализовано 28. јуна 1919. са мандатом Лиге народа (класа Б). Француска је добила већи географски удео, пребацила Нојкамерун назад у суседне француске колоније, а остатком владала из Јаундеа као француским Камеруном. Британском територијом, појасом који се граничи са Нигеријом од мора до језера Чад, са приближно једнаким бројем становника, владало се из Лагоса као дела Нигерије, познате као Британски Камерун.

### Француски Камерун (1918-1960)

#### Мандат Лиге народа, Слободна Француска и територија под старатељством УН
Француска администрација је одбила да врати већи део имовине у Камеруну претходним немачким власницима, преневши велики део француским компанијама. Путеви и други инфраструктурни пројекти рађени су домаћим радом, често у изузетно тешким условима. Довршена је железничка линија Дуала-Јаунде, започета под немачким режимом. Хиљаде радника је присилно депортовано на ову локацију да раде педесет четири сата недељно. Радници су такође патили од недостатка хране и масовног присуства комараца и сродних болести. Године 1925. стопа морталитета на локалитету износила је 61,7%. Међутим, друге локације нису биле тако смртоносне, иако су услови рада генерално били веома тешки.
Француски Камерун се придружио Слободној Француској у августу 1940. Систем који је успоставила Слободна Француска у суштини је био војна диктатура. Циљ је био да се неутралишу сва потенцијална осећања независности или симпатије према бившем немачком колонизатору. Аутохтони људи познати по германофилији погубљени су на јавним местима. Године 1945. земља је стављена под надзор Уједињених нација, као наследнице Лиге народа, која је оставила Камерун под француском контролом као територију под старатељством УН.

#### Покрет за независност
Године 1948. основан је националистички покрет Унија народа Камеруна (УПЦ), чији је вођа постао Рубен Ум Њобе. У мају 1955. хапшења активиста за независност праћена су немирима у неколико градова широм земље. Репресија је изазвала неколико десетина или стотина мртвих - француска администрација званично наводи двадесет два, иако тајни извештаји признају много више. УПЦ је забрањена, а скоро 800 његових активиста је ухапшено, од којих би многи били претучени у затвору. Пошто их је тражила полиција, активисти УПЦ су се склонили у шуме, где су формирали герилске групе; склонили су се и у суседни британски Камерун. Странка је добила подршку личности као што су Гамал Абдел Насер и Кваме Нкрумах, а поступак Француске осудили су у УН представници земаља попут Индије, Сирије и Совјетског Савеза.
Законодавни избори одржани су 23. децембра 1956. и резултирајућа Скупштина је 16. априла 1957. донела декрет којим је француски Камерун постао држава. Вратила је свој ранији статус придружене територије као чланица Француске уније. Његови становници постали су грађани Камеруна, а камерунске институције су створене под парламентарном демократијом. Законодавна скупштина француског Камеруна је 12. јуна 1958. затражила од француске владе да допусти независност држави Камерун. Француска је 19. октобра 1958. признала право своје територије Уједињених нација да изабере независност. Законодавна скупштина француског Камеруна је 24. октобра 1958. свечано прогласила жељу Камерунаца да своју земљу 1. јануара 1960. виде потпуно независну. Наложила је влади француског Камеруна да затражи од Француске да обавести Генералну скупштину Уједињених нација, да поништи споразум о старатељству који је пратио независност француског Камеруна.
Француска је 12. новембра 1958. затражила од Уједињених нација да француском Камеруну дају независност и окончају Старатељство. Генерална скупштина Уједињених нација је 5. децембра 1958. примила к знању декларацију француске владе према којој ће француски Камерун стећи независност 1. јануара 1960. Генерална скупштина Уједињених нација одлучила је 13. марта 1959. да се Споразум УН о старатељству са Француском за француски Камерун оконча када француски Камерун постане независан 1. јануара 1960.

### Британски Камерун (1918-1961)

#### Нигеријска администрација
Британска територија је била под управом две области, Северни Камерун и Јужни Камерун. Северни Камерун се састојао од два несуседна дела, подељена тачком где су се састајале границе Нигерије и Камеруна и којима се управљало као делом Северног региона Нигерије. Јужни Камерун је био под управом провинције Источне Нигерије. У Британском Камеруну је многим немачким администраторима било дозвољено да управљају плантажама јужног приобалног подручја после Првог светског рата. Током 1930-их, већину белог становништва и даље су чинили Немци, од којих је већина била интернирана у британске логоре почев од јуна 1940. Домаће становништво показало је мало интересовања за добровољце за британске снаге током Другог светског рата; само 3.500 људи је то учинило.
Када је Лига народа престала да постоји 1946. године, Британски Камерун је рекласификован у територију старатељства УН, којом је управљао Старатељски савет УН, али је остао под британском контролом. Уједињене нације су 12. јуна 1946. одобриле споразуме о старатељству за Британски Камерун којим ће управљати Британија.

#### Референдум и независност
Француски Камерун је постао независан, као Камерун, јануара 1960. године, а Нигерија је била предвиђена за независност касније исте године, али се поставило питање шта да се ради са британском територијом. После извесне расправе (која је трајала од 1959), договорен је референдум који је одржан 11. фебруара 1961. године. Северна област са муслиманском већином одлучила се за унију са Нигеријом, а јужна је гласала за придруживање Камеруну.

## Независност и Ахиџова ера (1960-1982)
Француски Камерун је стекао независност 1. јануара 1960. године. После Гвинеје, то је била друга француска колонија у подсахарској Африци која је постала независна. Дана 21. фебруара 1960. нова нација је одржала уставни референдум на којем је усвојен нови устав. Дана 5. маја 1960, Ахмаду Ахиџо је постао председник. Ахиџо се блиско повезао са Француском и дозволио је многим француским саветницима и администраторима да остану, и већину имовине земље оставио је у рукама француских компанија.

### Унија са Јужним Камеруном
Дана 12. фебруара 1961. објављени су резултати референдума Јужног Камеруна и сазнало се да је Јужни Камерун гласао за уједињење са Републиком Камерун, што се понекад назива „поновно уједињење“ пошто су оба региона била део немачког Камеруна. Преговори о условима ове уније, обављени су на Фоумбан конференцији, одржаној 16-21. јула 1961. Џон Нгу Фонча, лидер Националне демократске партије Камерун и изабране владе Јужног Камеруна представљао је Јужни Камерун, док је Ахиџо представљао Камерун. Постигнути споразум је био нови устав, у великој мери заснован на верзији усвојеној у Камеруну раније те године, али са федералном структуром која даје бившем Британском Камеруну - сада Западном Камеруну - јурисдикцију над одређеним питањима и процедуралним правима. Буеа је постао главни град Западног Камеруна, док је Јаунде постао главни град савезне државе и главни град Источног Камеруна. Ниједна страна није била посебно задовољна јер је Ахиџо желео унитарну или централизованију државу, док су Западни Камерунци желели експлицитнију заштиту. 14. августа 1961. усвојен је савезни устав, са Ахиџом као председником. Фонча је постао премијер Западног Камеруна и потпредседник Савезне Републике Камерун.

### Грађански рат и репресија
УПЦ, која је захтевала потпуни раскид са Француском и из које су многи заступали марксистичке или друге левичарске идеологије, није била задовољна Ахиџовом владавином и блиском сарадњом са Французима и настојала је да збаци Ахиџов режим за кога су сматрали да је превише потчињен Француској, а неки, али не сви, заступали су отворено марксистичке ставове. Ахиџо је затражио наставак француске помоћи у сузбијању УПЦ побуњеника у оном што је постало познато као Бамилеке рат по региону у којем се одвијао већи део борби. УПЦ је на крају поражен тако што су владине снаге ухватиле последњег важног вођу побуњеника 1970. Током протеклих година, Ахиџо је користио ванредна овлашћења дата због рата и страха од даљег етничког сукоба да централизује власт. Спровео је високо централизовану и ауторитарну власт која је користила произвољно полицијско задржавање, забрану састанака и скупова, цензуру штампе, ограничавање слободе кретања кроз успостављање пропусница или полицијског часа и забрану синдиката. Свака оптужба за „угрожавање јавне безбедности“ решавана је ван традиционалног кривичног процеса – без права на адвоката или жалбе. Казне доживотног затвора на тешком раду или смрти биле су бројне, а погубљења су често била јавна.
1966. године опозиционе странке су забрањене и Камерун је постао једнопартијска држава. Дана 28. марта 1970. Ахиџо је поново изабран за председника са 100% гласова и 99,4% излазности.  Соломон Танденг Муна је постао потпредседник. Године 1972. одржан је референдум о новом уставу, који је заменио федерацију између Истока и Запада унитарном државом под називом Уједињена Република Камерун и додатно проширио моћ председника. Званични резултати говоре о 98,2% излазности и 99,99% гласова за нови устав. Иако је Ахиџова владавина била ауторитарна, сматрало се да му недостаје харизма у поређењу са многим постколонијалним афричким лидерима. Није следио антизападну политику коју су водили многи од ових лидера, што је помогло Камеруну да постигне одређени степен компаративне политичке стабилности, задржи западне инвестиције и има прилично стабилан економски раст.

### Откриће нафте
Камерун је постао земља произвођач нафте 1977. године. Рачуноводство прихода од нафте било је потпуно нетранспарентно и многи Камерунци су сматрали да се новцем тада лоше управљало или да је проневерен. Нафта остаје примарни покретач економије, иако земља није толико зависна од нафте као многи други произвођачи у региону.

## Бија ера (1982-)
Дана 30. јуна 1975. Пол Бија, дугогодишњи бирократа и администратор у Ахиџовој влади, именован је за премијера. 4. новембра 1982. Ахиџо је поднео оставку на место председника и Бија је био његов правни наследник. Многи посматрачи су били изненађени, јер је Бија хришћанин са југа, док је Ахиџо био муслиман са севера, а Ахиџо је имао само 59 година. Међутим, Ахиџо није дао оставку на своју улогу лидера владајуће странке, и многи су спекулисали да се нада да ће Бија бити фигура, или можда чак и привремени старатељ, пошто се причало да је Ахиџо болестан и да добија медицинску негу у Француској.

### Раздор и покушај државног удара
Упркос претходним добрим односима, 1983. године дошло је до очигледног раскола између Бије и Ахиџа. Ахиџо је отишао у Француску и јавно оптужио Бију за злоупотребу положаја. Покушао је да искористи своју континуирану контролу над партијским апаратом да би одстранио Бију, тако што је навео да странка, а не председник, одређује дневни ред владе. Међутим, на партијској конференцији у септембру, Бија је изабран да води странку и Ахиџо је поднео оставку. У јануару 1984. Бија је изабран за председника земље, без противљења. У фебруару су ухапшена и осуђена двојица високих званичника а Ахиџоу је суђено у одсуству.
Дана 6. априла 1984, Ахиџове присталице покушале су државни удар, предвођене Републиканском гардом, елитном снагом коју је Ахиџо регрутовао, углавном са севера. Републиканска гарда под пуковником Салехом Ибрахимом преузела је контролу над аеродромом Јаунде, националном радио станицом и другим кључним тачкама широм престонице. Међутим, Бија је успео да се сакрије у председничкој палати са својим телохранитељем све док трупе изван престонице нису успеле да преузму контролу у року од два дана. Ахиџо је негирао да је знао или да је одговоран за покушај пуча, али се сматрало да стоји иза тога.
Бија је у почетку изгледао као подршка ублажавању ограничења за цивилно друштво, али покушај пуча је окончао сваки знак отварања. Међутим, до 1990. притисак западних влада је растао пошто их је крај Хладног рата учинио мање толерантним према ауторитарним савезницима. У децембру 1990. године опозиционе странке су легализоване први пут од 1966. године. Први вишестраначки избори одржани су 1992. године и били су жестоко оспорени. Бија је победио са 40% гласова против 36 за његовог најближег конкурента и 19 за другу опозициону странку. Конкурентност избора није била по Бијиној вољи, а опозиционе странке и међународни посматрачи су навелико критиковали изборе. Владајућа странка није имала проблема да добије велику већину.
Притисак англофоних група у бившим британским Камерунима довео је до промена устава 1996. године, који су наводно децентрализовали власт, али нису испунили захтеве англофона да се поново успостави федерална структура. Као резултат сталног противљења, многе промене усвојене 1996. никада нису у потпуности спроведене и власт је и даље високо централизована у личности председника.

### Бакаси гранични сукоб
Бакаси је полуострво у Гвинејском заливу између ушћа реке Крос и ушћа Рио дел Реја на истоку. Област је била под управом Нигерије током колонијалне ере. Међутим, након стицања независности, напори на демаркацији границе открили су да је споразумом између Британије и Немачке из 1913. Бакаси смештен у немачки Камерун и да би сходно томе требало да припадне Камеруну. Нигерија је указала на друге документе и споразуме из колонијалне ере и њихову дугу историју администрације да би приговорила овом наративу. Конкурентне тврдње су постале спорне након што је нафта откривена у региону. Договор између две земље из 1975. године био је поремећен пучем у Нигерији. Године 1981. сукоби између нигеријских и камерунских снага резултирали су са неколико смртних случајева и умало довели до рата између две нације. Током 1980-их година неколико пута је дошло до нових сукоба. Године 1993. ситуација се погоршала са слањем великих војних контингената у регион и бројним извештајима о сукобима и нападима на цивиле. Дана 29. марта 1994. Камерун је предмет упутио Међународном суду правде.
У октобру 2002. Међународни суд правде пресудио је у корист Камеруна. Међутим, Нигерија се успротивила тој пресуди. Притисак УН и међународне заједнице и претња повлачењем стране помоћи на крају су приморали Нигерију да пристане и 2006. Greentree Agreement је поставио план за пренос администрације на две године. Трансфер је успешно обављен, али су многи становници полуострва задржали нигеријско држављанство и даље  незадовољни транзицијом. Насиље ниског нивоа наставило се све док није обухваћено Англофонском кризом 2017.

### Протести 2008
У фебруару 2008. године, Камерун је доживео широко распрострањене насилне немире јер се штрајк транспортних радника који су се противили високим ценама горива и лошим условима рада поклопио са најавом председника Пола Бије да жели да се устав промени како би се уклонила ограничења мандата. Бија је требало да напусти власт на крају свог мандата 2011. године. После неколико дана распрострањених нереда, пљачки и извештаја о пуцњави у свим већим градовима, смиривање је на крају поново успостављено након обрачуна са хиљадама ухапшених и најмање неколико десетина убијених. Влада је најавила ниже цене горива, повећање плата војним и државним службеницима и смањење дажбина на кључне животне намирнице и грађевински материјал. Многе опозиционе групе пријавиле су додатно узнемиравање и ограничења говора, окупљања и политичких активности након протеста. Коначно, уставна ограничења мандата су укинута и Бија је поново изабран 2011. на изборима које су критиковали опозиција и међународни посматрачи због неправилности и ниске излазности.

## Савремени изазови

### Боко Харам
Побуна Боко Харама се 2014. проширила на Камерун из Нигерије. У мају 2014. године, након отмице ученице из Чибока, председници Пол Бија из Камеруна и Идрис Деби из Чада објавили су да воде рат против Боко Харама и распоредили трупе на границу северне Нигерије. Камерун је у септембру 2018. објавио да је Боко Харам одбијен, али сукоб и даље траје у пограничним областима на северу.

### Англофонска криза
У новембру 2016. избили су велики протести у англофонским регионима Камеруна. У септембру 2017. протести и одговор владе на њих ескалирали су у оружани сукоб, са сепаратистима који су прогласили независност Амбазоније и започели герилски рат против камерунске војске.